# Stefan Attefall
Jan Stefan Attefall (ur. 21 sierpnia 1960 w Lycksele) – szwedzki polityk, wieloletni deputowany z ramienia Chrześcijańskich Demokratów, od 2010 do 2014 minister ds. obywatelskich i mieszkalnictwa.

## Życiorys
Ukończył studia z zakresu filozofii na Uniwersytecie w Umeå. Zaangażował się w działalność Chrześcijańskich Demokratów. Od 1986 do 1989 był przewodniczącym organizacji młodzieżowej tego ugrupowania (KDU).
Dwukrotnie (1989–1991 i 1995–1998) zajmował stanowisko redaktora naczelnego partyjnego czasopisma „Kristdemokraten”. Od 1999 do 2003 kierował spółką prawa handlowego działającą w branży budowlanej. W latach 2001–2003 był członkiem senatu Instytutu Karolinska, a w latach 2005–2006 prezesem zarządu jednej z chadeckich fundacji.
W okresie 1991–1994 po raz pierwszy sprawował mandat deputowanego do Riksdagu. Ponownie został wybrany w 1998, reelekcję uzyskiwał w 2002, 2006 i 2010. Od 2002 do 2010 przewodniczył klubowi poselskiemu Chrześcijańskich Demokratów.
Po wygranych przez centroprawicową koalicję wyborach parlamentarnych w 2010 i rekonstrukcji rządu objął nowo utworzone stanowisko ministra ds. obywatelskich i mieszkalnictwa Szwecji (w ramach Ministerstwa Zdrowia i Spraw Społecznych) w gabinecie Fredrika Reinfeldta. Zakończył urzędowanie w 2014.